# Lerato Chabangu
Lerato Chabangu est un footballeur sud-africain né le 15 août 1985 à Tembisa. Il est attaquant.
Il a participé à la Coupe d'Afrique des nations 2008 avec l'équipe d'Afrique du Sud.

## Carrière
- 2003-2005 : Pretoria University ( Afrique du Sud)
- 2005-2009 : Mamelodi Sundowns ( Afrique du Sud)
- 2009 : Supersport United ( Afrique du Sud)
- 2009- : Mamelodi Sundowns ( Afrique du Sud)

## Palmarès
- 19 sélections et 2 buts en équipe d'Afrique du Sud depuis 2005
- Champion d'Afrique du Sud en 2006 et 2007 avec Mamelodi Sundowns
- Vainqueur de la Coupe d'Afrique du Sud en 2008 avec Mamelodi Sundowns (finaliste en 2007)